# Barranc del Solà (Sapeira)
El Barranc del Solà és un dels barrancs principals de l'antic terme de Sapeira, actualment inclòs en el terme municipal de Tremp, al Pallars Jussà. També és conegut com a Barranc de Jaume a causa del nom de la masia prop de la qual s'aboca en la Noguera Ribagorçana.
Els seus 6 quilòmetres i mig, aproximats, de recorregut discorren enterament dins del terme municipal de Tremp, concretament dins de l'antic municipi de Sapeira.
Es forma a 833 m. alt., a la confluència del barranc dels Bancalons amb el barranc de Sanaüja, 400 metres al sud-oest d'Aulàs i 300 a l'est-nord-est del Mas de Ballivell. Té un curs bastant pla, ja que es forma ja al fons de la vall, però molt sinuós. En general, però, va d'est-nord-est a oest-sud-oest.
Poc després de formar-se rep diverses afluències, procedents del nord, on hi ha les valls les carenes delimitadores de les quals aculles els pobles d'Aulàs i la Torre de Tamúrcia. Es tracta de la Llau dels Puials, que es forma a Aulàs mateix, el barranc de Torogó, que es forma a prop del poble de Torogó, i la llau de la Torre, que ve de la Torre de Tamúrcia, a més de tot d'altres llaus i barrancs més curts que provenen de les serres que emmarquen la vall del barranc del Solà. Es tracta de petites valls molt marcades en el terreny, muntanyós, molt trencat, que baixen al fons de la vall principal, que és bastant ampla i relativament plana.
En aquest primer tram, la direcció és cap al nord-oest. Quan rep la llau del Carant, el barranc del Solà torç cap al sud-oest, i continua rebent l'afluència de diversos barrancs més. Per l'esquerra, procedents, doncs, del sud: el barranc de Llepós, el dels Masets, la llau de la Planor, i la llau del Ferrer, que baixen de la carena que acull el poble de Sapeira; per la dreta (i, doncs, del nord), el barranc d'Alfonsa, que ha recollit el barranc de les Llaünes, que baixen de la carena que enllaça els Masos de Tamúrcia amb la Torre de Tamúrcia.
En el tram final continua rebent més llaus i barrancs, de banda i banda, curts i de fort desnivell, el nom dels quals -si en tenen- encara no ha estat recollit enlloc.
Finalment, aiguavessa en la Noguera Ribagorçana, a llevant d'Areny de Noguera, 2,5 km. en línia recta al sud-oest dels Masos de Tamúrcia, a prop -300 metres- a l'oest-sud-oest del Mas de Jaumet, per la qual cosa és conegut de vegades com a barranc de Jaumet.